# Schoenoplectus americanus
Schoenoplectus americanus é uma espécie de planta da família Cyperaceae É nativa nos Estados Unidos e no Canadá. É extremamente importante para o Sapo-de-wyoming, pois este deposita seus ovos nessa planta.